# 戴洪恩
戴洪恩（1539年—？），字子仁，號鳳亭，直隸揚州府江都縣人，民籍，明朝政治人物。

## 生平
嘉靖三十一年（1552年）壬子科應天府鄉試第一百二十名舉人。隆慶五年（1571年）中式辛未科會試第二百四十四名，三甲第一百五十四名進士。兵部觀政，授慈溪知县，萬曆三年（1575年）升南京礼部主事，卒于官。

## 家族
曾祖戴從美；祖父戴紀；父戴鯤，母唐氏。